# 慶誠宮
23°33′24″N 120°25′46″E / 23.556699°N 120.429574°E
慶誠宮，是位於臺灣嘉義縣民雄鄉中樂村的媽祖廟，自1906年倒塌後，於2000年重建完成。

## 沿革
慶誠宮建於嘉慶十四年（1809年），當時八十一個庄落集資的記錄在廟的古匾額上。建廟傳說與嘉慶君遊台灣有關，相傳嘉慶君抵達打貓時感念媽祖庇祐，御賜建廟資材，並派唐山著名建廟師傅興建，以及敕封名為「慶誠宮」。
1906年3月17日發生梅山地震，慶誠宮傾毀，之後廟地被臺灣總督府劃為道路。騎虎王廟先重建完成，慶誠宮乃將媽祖神像奉祀於該廟；後來大士爺廟建後，媽祖神像改遷祀大士爺廟後殿。

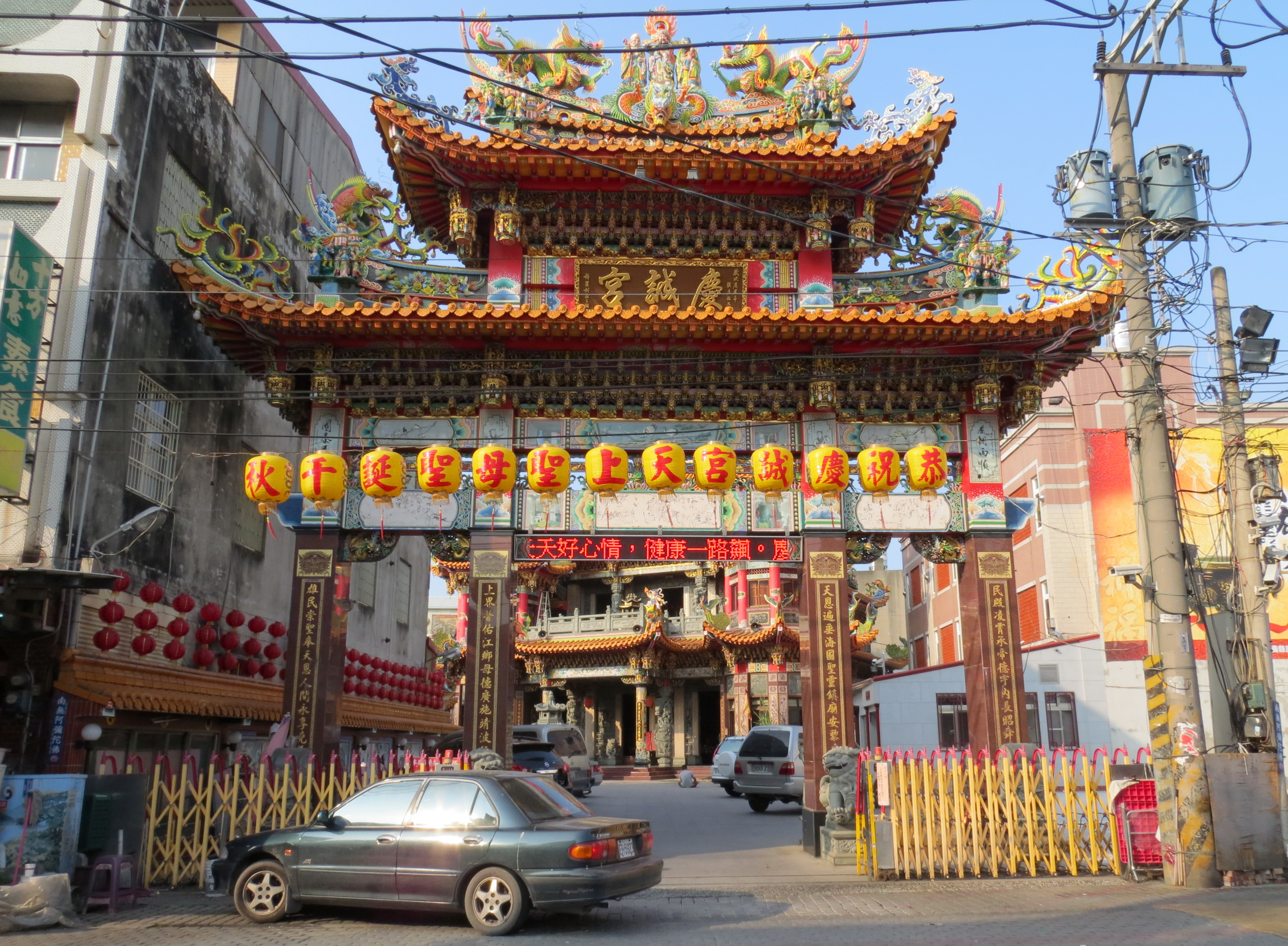
慶誠宮牌樓

1995年，慶誠宮信眾決定籌組重建委員會，但因地價昂貴、土地取得不易等因素延宕。民雄鄉東榮村村民盧一雄得知後，在南投縣仁愛鄉翠華村撥了60坪地改種長岡種高麗菜，在普渡祭典前約100天種下，採收時剛好趁鮮運到普渡會場義賣作建廟基金。這些普渡期間義賣的高麗菜每顆重達十八至二十台斤，普遍的小家庭大約可吃一星期左右。大士爺廟董事長許英訓接任後，利用「以地易地」方式，在舊民雄鄉農會土地重建慶誠宮，於1999年2月間開工。廟方委聘寺廟彩繪師林仁和製作二十四幅壁畫，還將一張日本人在地震後拍攝的慶誠宮照片呈現在壁畫中。大殿一、二樓的交趾陶壁堵為謝東哲作品。
入火安座前，廟方還招募三十六名十二歲以上生肖分別屬鼠、牛、虎、龍的男性，要他們茹素、分房十二天，來協助大典順利進行。2000年12月10日，舉行入火安座，白日上演民俗表演，晚上並邀請明華園歌仔戲團演出。廟址為民雄鄉中樂村中樂路64號。

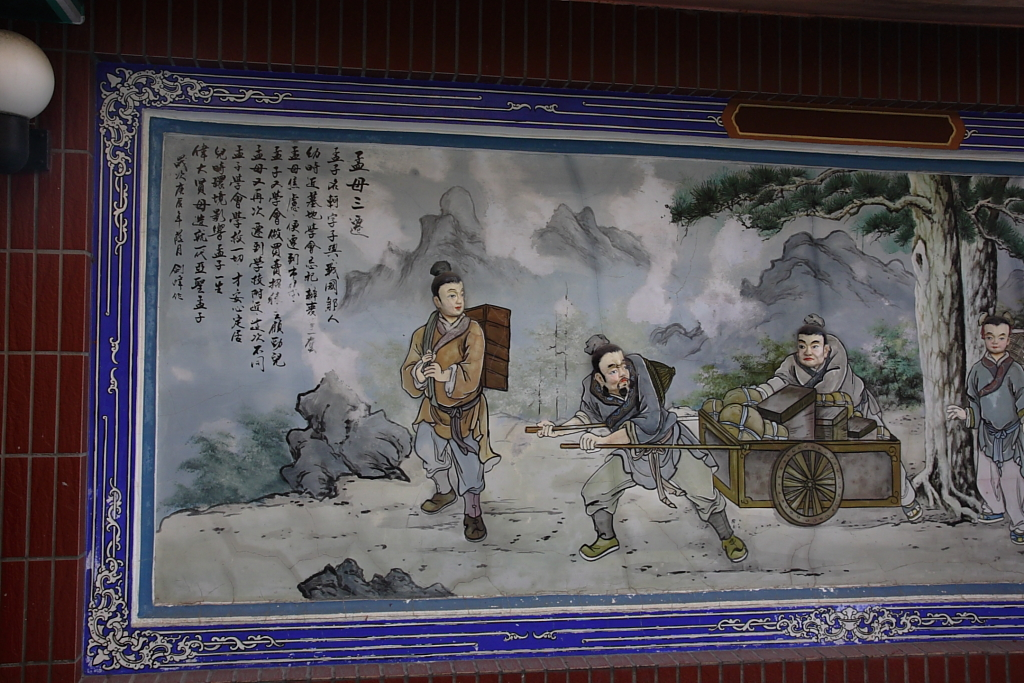
慶誠宮廣場壁畫－孟母三遷

## 祭祀

### 媽祖
媽祖誕辰農曆三月廿三，慶誠宮會在一天在民雄市區舉辦平安遶境。媽祖在農曆三月繞境範圍涵蓋雲嘉地區八十三個庄頭，包括大林鄉、古坑鄉、溪口鄉、新港鄉、民雄鄕。重建前，因媽祖沒有自己的廟宇可安座，繞境時神轎就會至舊廟地均徘徊流連。
2014年，從湄洲媽祖祖廟迎請媽祖神像，稱為「六媽祖」。神像為高約一尺三、為軟式構造。該年，信眾以「六尊媽祖」名義成立名為「慶誠宮六媽會」的祭祀組織。

### 虎爺
慶誠宮有名為「慶誠宮虎爺會」的祭祀組織。以五行中的木、火、土、金、水奉祀五虎將軍，奉於八仙桌上。民雄警分局刑事組在2003年接受地方人士建議，從此宮請來一尊由中央警察大學教授吳彰裕開光的虎爺放在警局坐鎮，早晚上香膜拜。

### 土地婆
廟內有一尊清治時期的土地婆像。過去信眾會向此廟媽祖求姻緣，直到2014年報導時，慶誠宮常務董事許錦棟說前陣子扶轎時突得靈感，表示媽祖盼請土地婆代為牽姻緣。於是廟方開放信徒前來向土地婆求姻緣，並表示向土地婆求姻緣是在台灣從未聽聞有相同的例子。